# Tragocephala
Tragocephala är ett släkte av skalbaggar. Tragocephala ingår i familjen långhorningar.

## Dottertaxa tillTragocephala, i alfabetisk ordning[1]
- Tragocephala alluaudi
- Tragocephala angolensis
- Tragocephala berchmansi
- Tragocephala burgeoni
- Tragocephala carbonaria
- Tragocephala crassicornis
- Tragocephala cuneifera
- Tragocephala descarpentriesi
- Tragocephala ducalis
- Tragocephala formosa
- Tragocephala freyi
- Tragocephala gracillima
- Tragocephala grandis
- Tragocephala guerinii
- Tragocephala jucunda
- Tragocephala mima
- Tragocephala mniszechii
- Tragocephala modesta
- Tragocephala morio
- Tragocephala nigroapicalis
- Tragocephala nobilis
- Tragocephala phidias
- Tragocephala poensis
- Tragocephala pretiosa
- Tragocephala pulchra
- Tragocephala semisuturalis
- Tragocephala suturalis
- Tragocephala tournieri
- Tragocephala trifasciata
- Tragocephala univittipennis
- Tragocephala vaneyeni
- Tragocephala variegata
- Tragocephala viridipes